# Antsiranana-provinsen
13°35′S 49°30′Ø / 13.583°S 49.500°Ø
Antsiranana (fransk samt malagassisk Antsiranana eller Diego-Suarez) er en af Madagaskars seks provinser og ligger i den nordlige del af landet. Provinsens hovedstad er Antsiranana. Med en befolkning på 1.188.425 personer og et areal på 43.406 kvadratkilometer er der en befolkningstæthed på 27,4 indbyggere pr. kvadratkilometer i provinsen, hvilket er en fjerdeplads i forhold til Madagaskars øvrige provinsers befolkningstæthed.
Provinsen grænser til provinserne Mahajanga i sydvest og Toamasina i sydøst.

## Administrativ inddeling
Ansiranana er inddelt i to regioner (faritra), som nu er det højeste subnationale niveau efter 4. oktober 2009, De to regioner er inddelt i sammenlagt ni distrikter (Fivondronana):
- Diana
  - 1. Ambanja
  - 2. Ambilobe
  - 5. Antsiranana landdistrikt
  - 6. Antsiranana
  - 7. Nosy Be
- Sava
  - 3. Andapa
  - 4. Antalaha
  - 8. Sambava
  - 9. Vohemar

## Eksterne kilder og henvisninger
- Wikimedia Commons har flere filer relateret til Antsiranana-provinsen